# Черрівілл (Пенсільванія)
Черрівілл (англ. Cherryville) — переписна місцевість (CDP) в США, в окрузі Нортгемптон штату Пенсільванія. Населення — 1618 осіб (2020).

## Географія
Черрівілл розташований за координатами 40°45′21″ пн. ш. 75°31′56″ зх. д. / 40.75583° пн. ш. 75.53222° зх. д. (40.755928, -75.532238).  За даними Бюро перепису населення США в 2010 році переписна місцевість мала площу 6,81 км², з яких 6,79 км² — суходіл та 0,02 км² — водойми.

## Демографія
Згідно з переписом 2010 року, у переписній місцевості мешкало 1580 осіб у 585 домогосподарствах у складі 474 родин. Густота населення становила 232 особи/км².  Було 598 помешкань (88/км²).
Расовий склад населення:
| - 96,5 % — білих - 1,5 % — азіатів - 0,9 % — чорних або афроамериканців |

До двох чи більше рас належало 0,6 %. Частка іспаномовних становила 3,1 % від усіх жителів.
За віковим діапазоном населення розподілялося таким чином: 21,1 % — особи молодші 18 років, 64,7 % — особи у віці 18—64 років, 14,2 % — особи у віці 65 років та старші. Медіана віку мешканця становила 45,2 року. На 100 осіб жіночої статі у переписній місцевості припадало 102,3 чоловіків;  на 100 жінок у віці від 18 років та старших — 106,1 чоловіків також старших 18 років.
Середній дохід на одне домашнє господарство  становив 83 969 доларів США (медіана — 69 523), а середній дохід на одну сім'ю — 93 800 доларів (медіана — 79 226). За межею бідності перебувало 2,0 % осіб, у тому числі 0,0 % дітей у віці до 18 років та 7,6 % осіб у віці 65 років та старших.
Цивільне працевлаштоване населення становило 867 осіб. Основні галузі зайнятості: освіта, охорона здоров'я та соціальна допомога — 26,1 %, виробництво — 14,9 %, фінанси, страхування та нерухомість — 14,3 %.